# Bassac (Charente)
Pour les articles homonymes, voir Bassac.
Bassac est une commune du Sud-Ouest de la France, située dans le département de la Charente (région Nouvelle-Aquitaine).
Ses habitants sont appelés les Bassacois et Bassacoises.

## Géographie

### Localisation et accès
Bassac est une commune située à 6 km à l'est de Jarnac et 20 km à l'ouest d'Angoulême, dans la vallée de la Charente.
Elle est desservie par la D 22, route de Jarnac à Villebois-Lavalette par Châteauneuf qui longe la Charente sur sa rive droite, et la D 18, d'Échallat et Mérignac à Saint-Même et Segonzac, nord-sud, qui passe aussi au bourg et traverse la Charente.
La route nationale 141 d'Angoulême à Saintes passe à 3 km au nord du bourg.
Bassac est aussi à 8 km de Châteauneuf, 3,5 km de Saint-Même.
La gare la plus proche est celle de Jarnac, desservie par des TER à destination d'Angoulême, Cognac, Saintes et Royan.

### Hameaux et lieux-dits
Le bourg de Bassac est assez gros. La commune ne comporte que deux hameaux importants : Cheville, dans le nord de la commune, et Bassigeau, près de la route de Jarnac à Châteauneuf au sud-est.

### Communes limitrophes
| Triac-Lautrait           | Mérignac           |             |
| Saint-Même-les-Carrières | Bassac             | Moulidars   |
|                          | Graves-Saint-Amant | Saint-Simon |

### Géologie et relief
Le sol de la commune est calcaire et appartient au Purbeckien, ancienne zone lagunaire de la fin du Jurassique supérieur, qui s'étendait vers l'ouest dans tout le Pays Bas et riche en gypse.
Au sud de la route de Jarnac à Châteauneuf s'étend la vallée de la Charente, dont la zone inondable est couverte par des alluvions du Quaternaire. Des alluvions moins récentes occupent deux petites zones, entre le bourg et Triac, et au nord de Bassigeau,,.
Le relief est celui d'une plaine, confondue quasiment avec la vallée de la Charente qui occupe le sud de la commune. Le point culminant est à une altitude de 38 m, situé à Cheville. Le point le plus bas est à 12 m, situé le long du fleuve près du pont de Vinade. Le bourg est à 18 m d'altitude.

### Hydrographie

#### Réseau hydrographique
La commune est située dans  le bassin versant de la Charente au sein  du Bassin Adour-Garonne. La commune est limitée au sud par la Charente qui se divise en un grand nombre de bras et, à l'est, par un petit affluent du fleuve, la Guirlande, qui traverse le pied du bourg. Avec le ruisseau de l'Etang et un petit cours d'eau, ces coutrs d'eau constituent un réseau hydrographique de 10 km de longueur totale,.
La Charente, d'une longueur totale de 381,4 km, prend sa source dans la commune de Chéronnac et se jette  dans le Golfe de Gascogne, après avoir traversé 117 communes. Le village de Bassac est au bord de la Charente, sur la rive droite.
La Guirlande, d'une longueur totale de 15,2 km, prend sa source dans la commune de Vaux-Rouillac et se jette  dans un bras de la Charente sur la commune, après avoir traversé 6 communes. Après avoir bordé la commune de Bassac sur sa limite orientale et être gonflée par un bras de la Charente, elle oblique vers l'ouest pour passer au pied du bourg et se jette dans la Charente à proximité du pont de Vinade,.

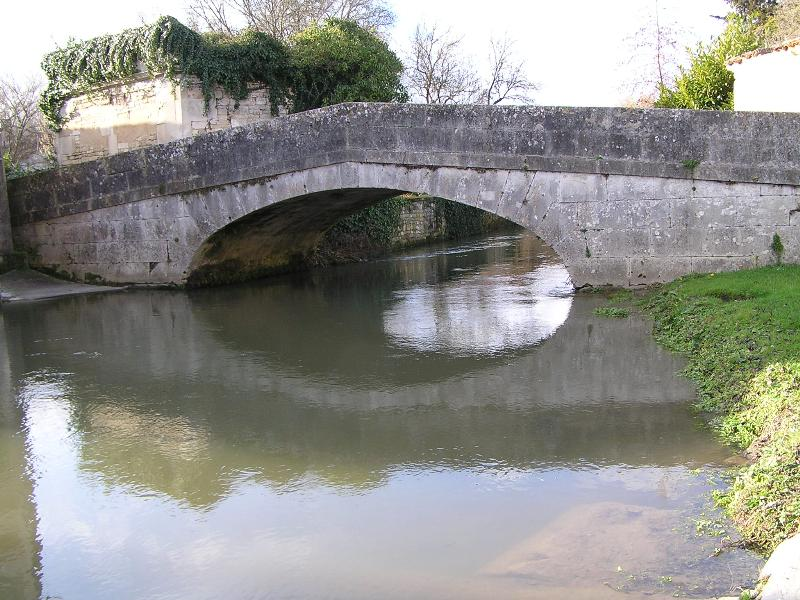
Pont.
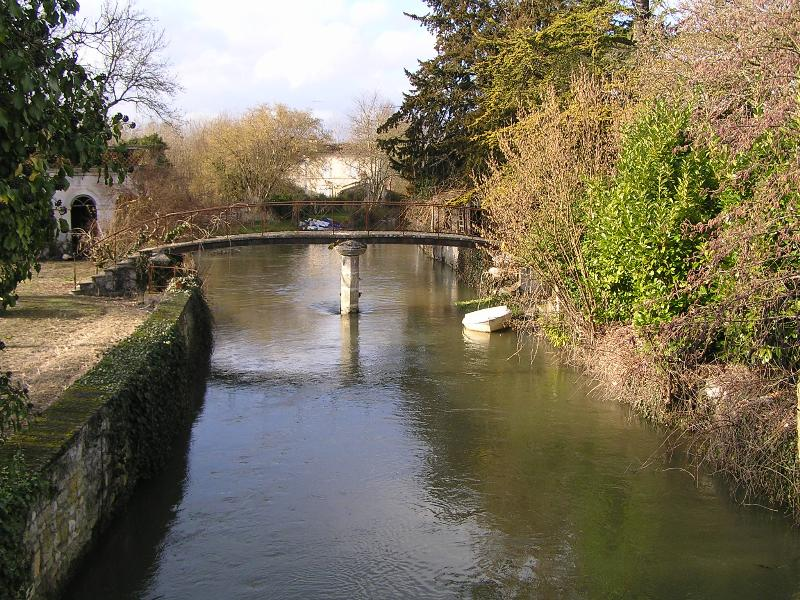
Passerelle.
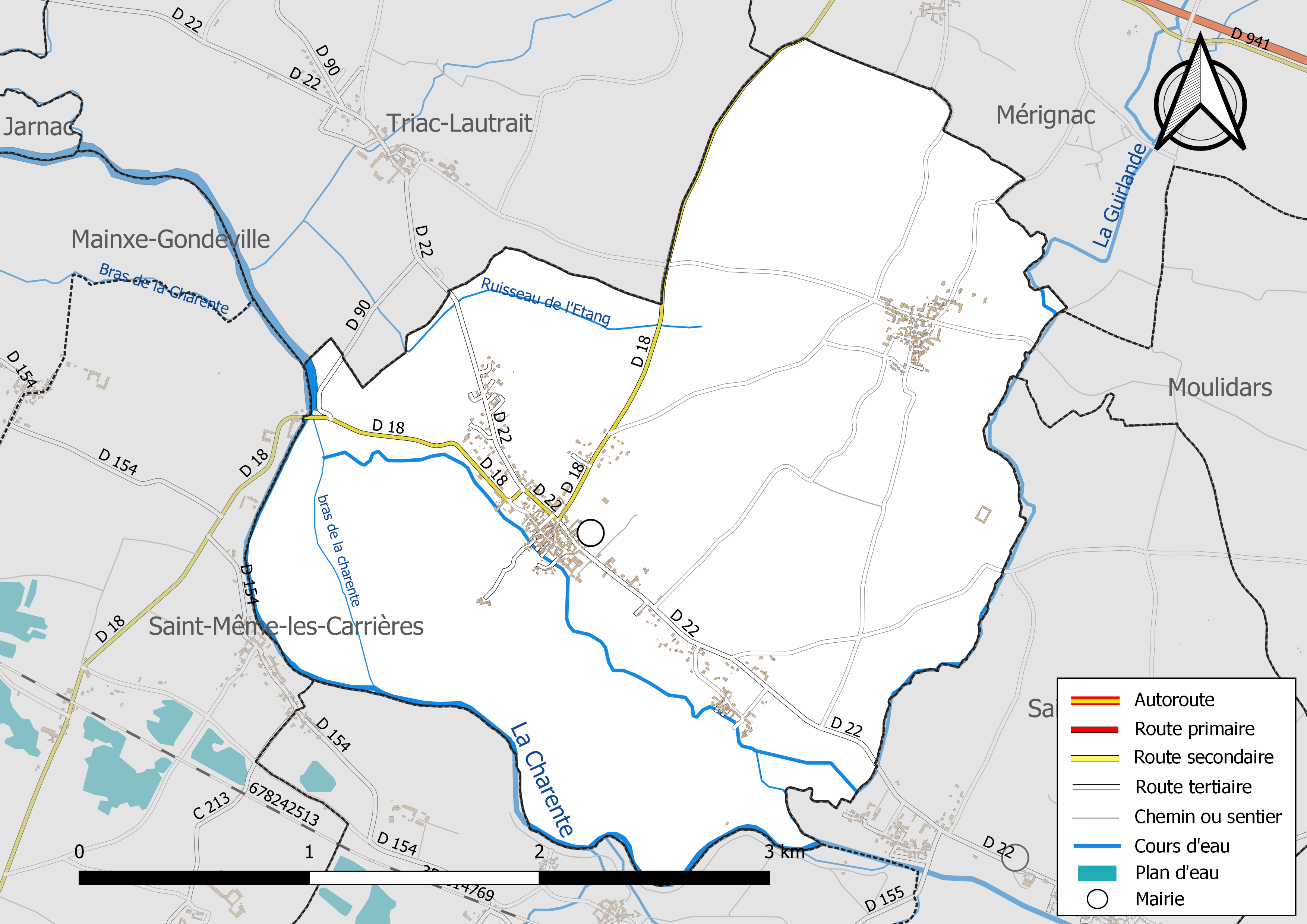
Réseaux hydrographique et routier de Bassac.

#### Gestion des cours d'eau
Le territoire communal est couvert par le schéma d'aménagement et de gestion des eaux (SAGE) « Charente ». Ce document de planification, dont le territoire correspond au bassin de la Charente, d'une superficie de 9 300 km2, a été approuvé le 19 novembre 2019. La structure porteuse de l'élaboration et de la mise en œuvre est l'établissement public territorial de bassin Charente. Il définit sur son territoire les objectifs généraux d’utilisation, de mise en valeur et de protection quantitative et qualitative des ressources en eau superficielle et souterraine, en respect des objectifs de qualité définis dans le troisième SDAGE  du Bassin Adour-Garonne qui couvre la période 2022-2027, approuvé le 10 mars 2022.

### Climat
Le climat est océanique aquitain et semblable à celui de la ville de Cognac où est située la station météorologique départementale.
| Mois                              | jan. | fév.  | mars  | avril | mai   | juin  | jui.  | août  | sep.  | oct. | nov. | déc. | année   |
| --------------------------------- | ---- | ----- | ----- | ----- | ----- | ----- | ----- | ----- | ----- | ---- | ---- | ---- | ------- |
| Température minimale moyenne (°C) | 2    | 2,8   | 3,8   | 6,2   | 9,4   | 12,4  | 14,4  | 14    | 12,1  | 8,9  | 4,7  | 2,6  | 7,8     |
| Température moyenne (°C)          | 5,4  | 6,7   | 8,5   | 11,1  | 14,4  | 17,8  | 20,2  | 19,7  | 17,6  | 13,7 | 8,6  | 5,9  | 12,5    |
| Température maximale moyenne (°C) | 8,7  | 10,5  | 13,1  | 15,9  | 19,5  | 23,1  | 26,1  | 25,4  | 23,1  | 18,5 | 12,4 | 9,2  | 17,7    |
| Ensoleillement (h)                | 80   | 103,9 | 153,3 | 184,5 | 204,9 | 239,6 | 276,4 | 248,3 | 199,4 | 159  | 96,8 | 78,8 | 2 024,9 |
| Précipitations (mm)               | 80,4 | 67,3  | 65,9  | 68,3  | 71,6  | 46,6  | 45,1  | 50,2  | 59,2  | 68,6 | 79,8 | 80   | 783,6   |

### Végétation
La vallée de la Charente comprend de vastes prairies ; le nord renferme de beaux vignobles du cognac.

## Toponymie
Les formes anciennes sont Baciacum en 852 et 923, Bacciaco en 1330, Baciaco, Bassiaco en 1265, Bassacum, Baciac.
Bacciacum signifie « domaine de Baccius », nom d'origine gauloise, du thème de nom propre Bacco-, avec le suffixe -acum indiquant la propriété.

## Histoire
Dans les premières années du XIe siècle, le seigneur de Jarnac, Wardrade, ayant fait vœu d'édifier sur ses terres un monastère, fixa son choix, d'accord avec son épouse Rixendis, sur le petit bourg de Bassac.
Les fondements en furent tracés par Islo, évêque de Saintes, et la charte, qui consacra le fondation de l'abbaye Saint-Étienne de Bassac, fut signée par le pape Benoît VIII, Islo, Grimoard, évêque d'Angoulême, Seguin, archevêque de Bordeaux, Guillaume, duc d'Aquitaine, Guillaume IV Taillefer, comte d'Angoulême, et beaucoup d'autres seigneurs.
Vers le milieu du XIIIe siècle, l'église primitive, devenue insuffisante, fut agrandie et remplacée par un autre monument beaucoup plus vaste.
Ayant réussi à franchir sans dommages la première période de la guerre de Cent Ans, elle fut malheureusement ruinée par une troupe d'Anglo-Gascons, commandée par le maire de Bordeaux, en 1434, alors que tout le pays environnant était également saccagé. Les moines se tournèrent alors vers Henri de Courbon, prieur de Jarnac pour reconstruire le monastère et les cloîtres et rebâtir la maison abbatiale; il fit également fortifier l'église et entourer l'abbaye d'un mur d'enceinte percé de meurtrières. C'est sous sa direction que fut commencé le cartulaire de l'abbaye de Bassac.
Il eut à soutenir deux procès contre Renaud Chabot, seigneur de Jarnac. Grâce à ces procès, nous avons une description de Bassac : « Bassac est une ville fortifiée, close de remparts et de portes avec un fossé profond. Elle est peuplée de 300 à 400 habitants ».
Pendant la sanglante bataille dite de Jarnac, le 15 mars 1569, Bassac et son abbaye furent saccagées alternativement par les deux partis, des moines et des habitants furent massacrés et d'autres emmenés prisonniers; la reconstruction dura plus d'un siècle.
Le dernier abbé de Bassac fut Green de Saint-Marsault. À la Révolution, l'abbaye subit le sort des autres monastères : les moines en furent expulsés et leurs biens, saisis.
Cette abbaye de bénédictins de l'ordre de saint Maur avait droit de justice sur Bassac.
Au cours du Moyen Âge, Bassac se trouvait sur un itinéraire secondaire est-ouest fréquenté par les pèlerins au sanctuaire de Saint-Jacques-de-Compostelle et aux reliques de saint Eutrope à Saintes depuis le Limousin et le Périgord, itinéraire longeant de la Charente par Angoulême et Cognac.
Bassac possédait, à l'entrée de la ville, une église paroissiale dédiée à saint Nicolas. C'était une construction remarquable du XIIIe siècle, dominée par un beau clocher à deux étages. Elle a été vendue comme bien national puis détruite. Il ne reste plus que le mur nord de l'église.
Après la déclaration de guerre de la France à l'Allemagne le 3 septembre 1939, Bassac comme de nombreux villages charentais accueillit des réfugiés de la zone frontalière à l'Allemagne. Ainsi des habitants de Rimling (Moselle) furent réfugiés pendant près d'un an à Bassac.

## Administration
| Période                                  | Période  | Identité   | Étiquette | Qualité      |
| ---------------------------------------- | -------- | ---------- | --------- | ------------ |
| 2001                                     | 2008     | Gérard End |           |              |
| 2008                                     | En cours | Nicole Roy | SE        | Viticultrice |
| Les données manquantes sont à compléter. |          |            |           |              |

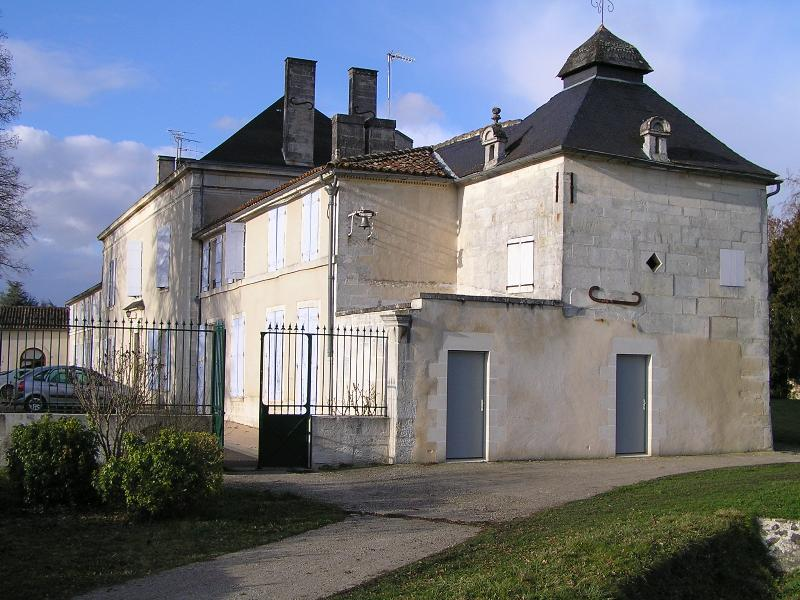
La mairie.

Bassac est rattachée au code postal 16120 de Châteauneuf-sur-Charente alors qu'elle appartient au canton de Jarnac voisin.

### Fiscalité
La fiscalité en 2007 est d'un taux de 17,85 % sur le bâti, 48,69 % sur le non bâti, et 8,44 %  pour la taxe d'habitation.
La communauté de communes de Jarnac prélève la taxe professionnelle au taux 10,26 %.

## Urbanisme

### Typologie
Au 1er janvier 2024, Bassac est catégorisée commune rurale à habitat dispersé, selon la nouvelle grille communale de densité à 7 niveaux définie par l'Insee en 2022.
Elle est située hors unité urbaine et hors attraction des villes,.

### Occupation des sols
L'occupation des sols de la commune, telle qu'elle ressort de la base de données européenne d’occupation biophysique des sols Corine Land Cover (CLC), est marquée par l'importance des territoires agricoles (80,9 % en 2018), en diminution par rapport à 1990 (88,9 %). La répartition détaillée en 2018 est la suivante : 
cultures permanentes (28,5 %), zones agricoles hétérogènes (27,5 %), terres arables (21 %), forêts (11,7 %), zones urbanisées (4,8 %), prairies (4 %), milieux à végétation arbustive et/ou herbacée (2,5 %). L'évolution de l’occupation des sols de la commune et de ses infrastructures peut être observée sur les différentes représentations cartographiques du territoire : la carte de Cassini (XVIIIe siècle), la carte d'état-major (1820-1866) et les cartes ou photos aériennes de l'IGN pour la période actuelle (1950 à aujourd'hui).

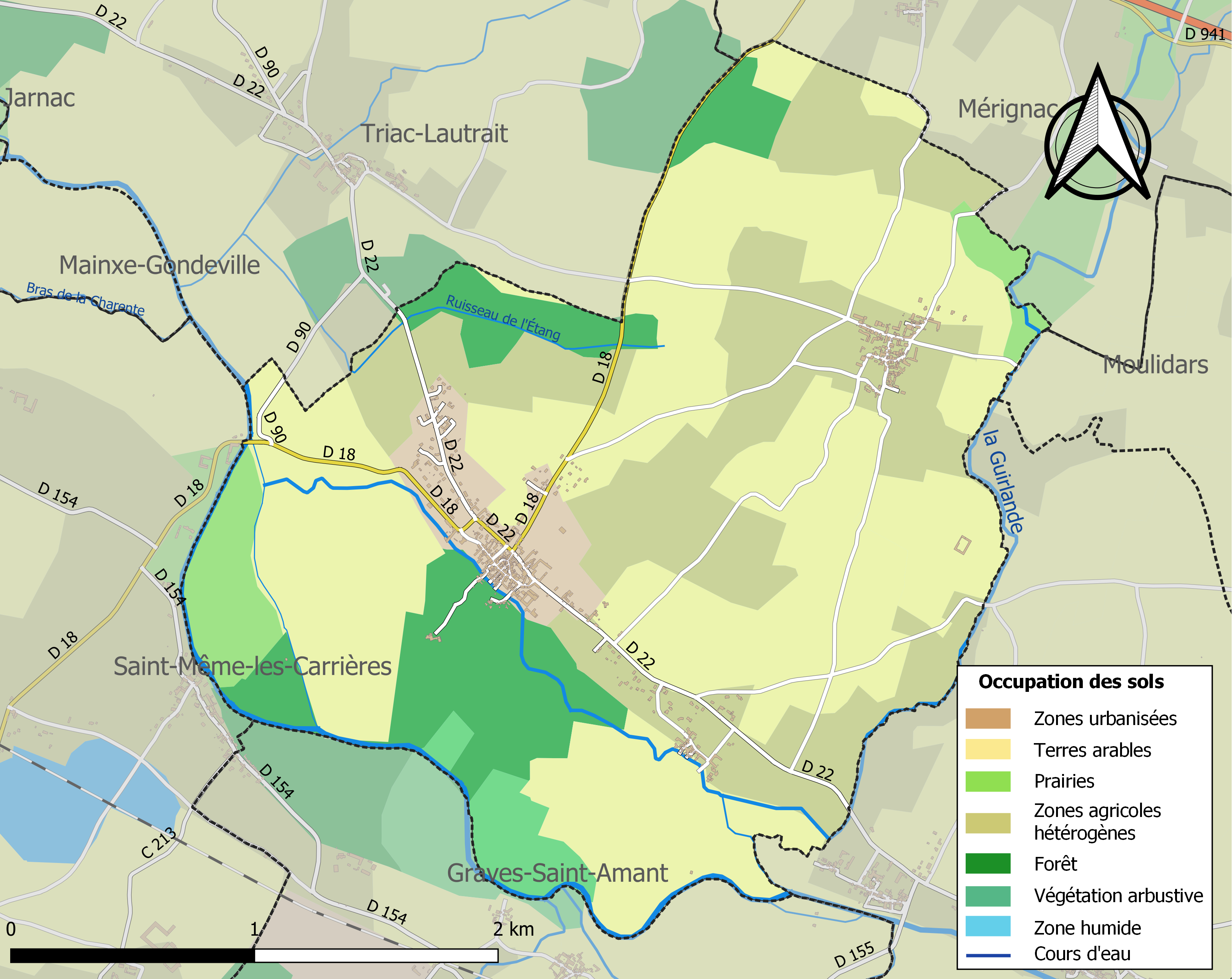
Carte des infrastructures et de l'occupation des sols de la commune en 2018 (CLC).

### Risques majeurs
Le territoire de la commune de Bassac est vulnérable à différents aléas naturels : météorologiques (tempête, orage, neige, grand froid, canicule ou sécheresse), inondations et séisme (sismicité modérée). Un site publié par le BRGM permet d'évaluer simplement et rapidement les risques d'un bien localisé soit par son adresse soit par le numéro de sa parcelle.
La commune fait partie du territoire à risques importants d'inondation (TRI) Saintes-Cognac-Angoulême, regroupant 46 communes concernées par un risque de débordement du fleuve Charente (34 en Charente et 12 en Charente-Maritime), un des 18 TRI qui ont été arrêtés fin 2012 sur le bassin Adour-Garonne. Les événements antérieurs à 2014 les plus significatifs sont les crues de l'hiver 1779, de 1842, de 1859, du 9 décembre 1882 du 19 février 1904, du 10 janvier 1961, de mars-avril 1962, du 24 décembre 1982 et du 8 janvier 1994. Des cartes des surfaces inondables ont été établies pour trois scénarios : fréquent (crue de temps de retour de 10 ans à 30 ans), moyen (temps de retour de 100 ans à 300 ans) et extrême (temps de retour de l'ordre de 1 000 ans, qui met en défaut tout système de protection). La commune a été reconnue en état de catastrophe naturelle au titre des dommages causés par les inondations et coulées de boue survenues en 1982, 1987, 1993, 1999 et 2021,.

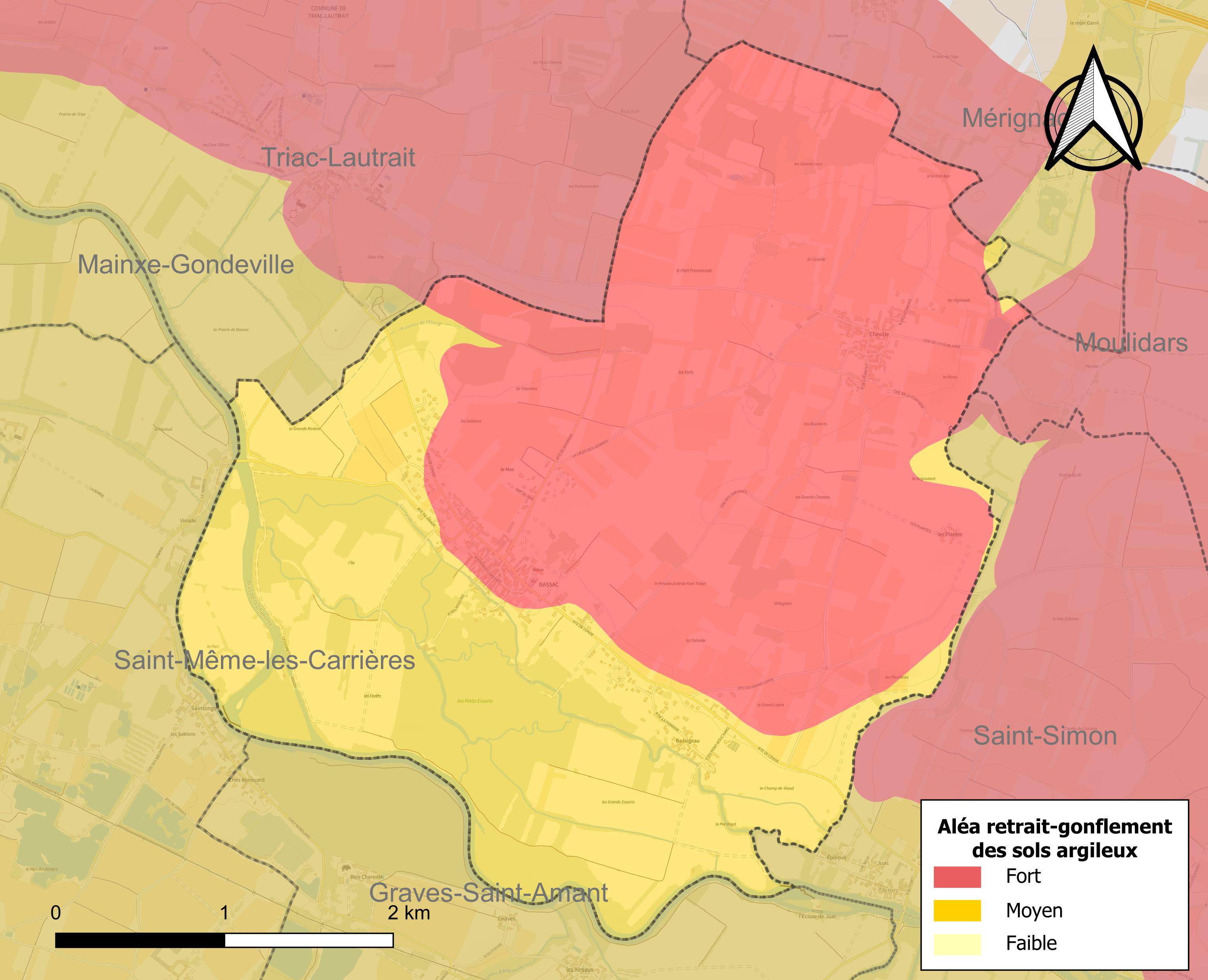
Carte des zones d'aléa retrait-gonflement des sols argileux de Bassac.

Le retrait-gonflement des sols argileux est susceptible d'engendrer des dommages importants aux bâtiments en cas d’alternance de périodes de sécheresse et de pluie. La totalité de la commune est en aléa moyen ou fort (67,4 % au niveau départemental et 48,5 % au niveau national). Sur les 279 bâtiments dénombrés sur la commune en 2019,  279 sont en aléa moyen ou fort, soit 100 %, à comparer aux 81 % au niveau départemental et 54 % au niveau national. Une cartographie de l'exposition du territoire national au retrait gonflement des sols argileux est disponible sur le site du BRGM,.
Par ailleurs, afin de mieux appréhender le risque d’affaissement de terrain, l'inventaire national des cavités souterraines permet de localiser celles situées sur la commune.
Concernant les mouvements de terrains, la commune a été reconnue en état de catastrophe naturelle au titre des dommages causés par la sécheresse en 2003 et par des mouvements de terrain en 1999.

## Démographie

### Évolution démographique
L'évolution du nombre d'habitants est connue à travers les recensements de la population effectués dans la commune depuis 1793. Pour les communes de moins de 10 000 habitants, une enquête de recensement portant sur toute la population est réalisée tous les cinq ans, les populations de référence des années intermédiaires étant quant à elles estimées par interpolation ou extrapolation. Pour la commune, le premier recensement exhaustif entrant dans le cadre du nouveau dispositif a été réalisé en 2008.

En 2022, la commune comptait 522 habitants, en évolution de −1,88 % par rapport à 2016 (Charente : −0,48 %, France hors Mayotte : +2,11 %).
| 1793 | 1800 | 1806 | 1821 | 1831 | 1841 | 1846 | 1851 | 1856 |
| ---- | ---- | ---- | ---- | ---- | ---- | ---- | ---- | ---- |
| 819  | 862  | 835  | 863  | 806  | 793  | 815  | 808  | 747  |

| 1861 | 1866 | 1872 | 1876 | 1881 | 1886 | 1891 | 1896 | 1901 |
| ---- | ---- | ---- | ---- | ---- | ---- | ---- | ---- | ---- |
| 774  | 760  | 738  | 714  | 690  | 735  | 669  | 720  | 705  |

| 1906 | 1911 | 1921 | 1926 | 1931 | 1936 | 1946 | 1954 | 1962 |
| ---- | ---- | ---- | ---- | ---- | ---- | ---- | ---- | ---- |
| 661  | 649  | 536  | 512  | 508  | 493  | 471  | 489  | 504  |

| 1968 | 1975 | 1982 | 1990 | 1999 | 2006 | 2008 | 2013 | 2018 |
| ---- | ---- | ---- | ---- | ---- | ---- | ---- | ---- | ---- |
| 509  | 513  | 478  | 464  | 461  | 521  | 545  | 539  | 516  |

| 2022 | - | - | - | - | - | - | - | - |
| ---- | - | - | - | - | - | - | - | - |
| 522  | - | - | - | - | - | - | - | - |

### Pyramide des âges
La population de la commune est relativement jeune.
En 2018, le taux de personnes d'un âge inférieur à 30 ans s'élève à 33,9 %, soit au-dessus de la moyenne départementale (30,2 %). À l'inverse, le taux de personnes d'âge supérieur à 60 ans est de 25,5 % la même année, alors qu'il est de 32,3 % au niveau départemental.
En 2018, la commune comptait 255 hommes pour 261 femmes, soit un taux de 50,58 % de femmes, légèrement inférieur au taux départemental (51,59 %).
Les pyramides des âges de la commune et du département s'établissent comme suit.
| Hommes | Classe d’âge | Femmes |
| ------ | ------------ | ------ |
| 0,8    | 90 ou +      | 1,9    |
| 6,3    | 75-89 ans    | 6,9    |
| 19,6   | 60-74 ans    | 15,7   |
| 21,6   | 45-59 ans    | 19,2   |
| 18,8   | 30-44 ans    | 21,5   |
| 13,7   | 15-29 ans    | 16,9   |
| 19,2   | 0-14 ans     | 18,0   |

| Hommes | Classe d’âge | Femmes |
| ------ | ------------ | ------ |
| 1      | 90 ou +      | 2,7    |
| 9,2    | 75-89 ans    | 12     |
| 20,6   | 60-74 ans    | 21,3   |
| 20,7   | 45-59 ans    | 20,3   |
| 16,8   | 30-44 ans    | 16     |
| 15,6   | 15-29 ans    | 13,4   |
| 16,1   | 0-14 ans     | 14,3   |

### Remarques
Bassac qui s'est créée autour de l'abbaye a vu sa population baisser continuellement durant un siècle de 1850 à 1950 puis se stabiliser mais avec 46 % de moins qu'en 1800.

## Économie

### Agriculture
La viticulture occupe une partie de l'activité agricole. La commune est classée dans les Fins Bois, dans la zone d'appellation d'origine contrôlée du cognac.

## Équipements, services et vie locale

### Enseignement
L'école est un regroupement pédagogique intercommunal entre Triac-Lautrait et Bassac. Triac-Lautrait accueille l'école élémentaire et Bassac l'école primaire. 
Le collège privé Sainte-Thérèse est un collège hors-contrat proposant un enseignement catholique à des classes à petits effectifs.

## Culture locale et patrimoine

### Lieux et monuments

#### Patrimoine religieux
L'abbaye Saint-Étienne de Bassac est une ancienne abbatiale du diocèse de Saintes, fondée en 1002 par Wardrade Lorichès, comte de la Marche et premier seigneur connu de Jarnac ; il gît encore, ainsi que son épouse Rixendis dans l'église de Bassac. Elle fut consacrée vers 1015 par Grimoard, évêque d'Angoulême, et son frère Iso, évêque de Saintes.
rattachée en 1092 à l'abbaye de Saint-Jean-d'Angély ; elle redevient libre en 1246.
Église en grande partie reconstruite sous Guillaume de Vibrac, abbé de 1247 à 1286.
Pillée par les troupes anglo-gasconnes en 1434 elle est restaurée et fortifiée sous Henri de Courbon, abbé de 1451 à 1476 qui reconstruit également le logis de l'abbé et le cloître.
Pillée par les Protestants en 1564.
Assiégée et pillée par les Catholiques au moment de la bataille de Jarnac en 1569.
Reconstruction des voûtes de l'abbatiale : en 1677 et 1688. Bâtiments conventuels construits de 1677 à 1716.
Destruction du cloître en 1820.

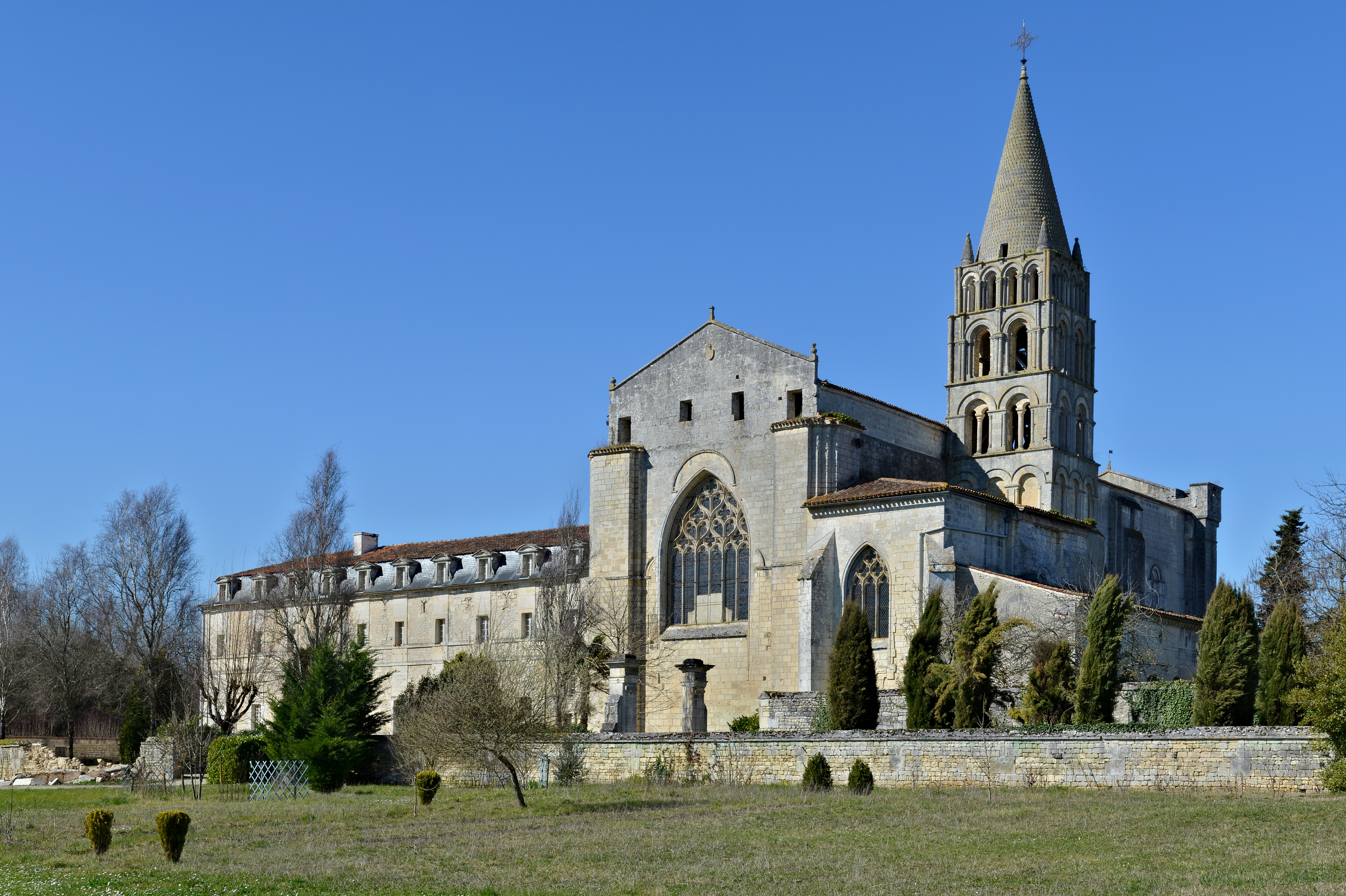
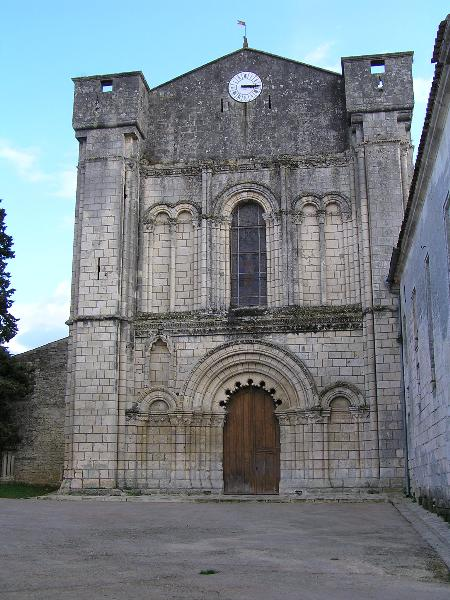
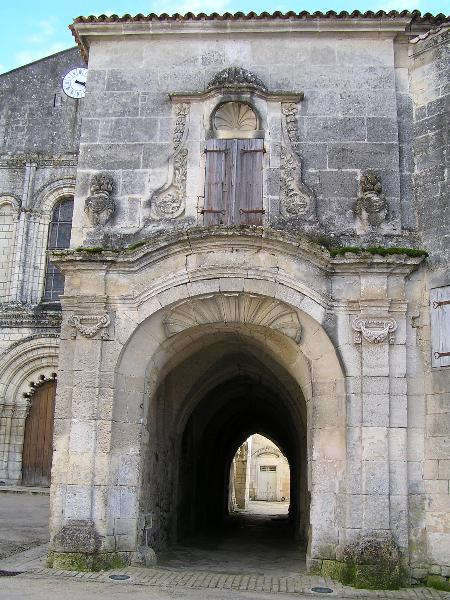
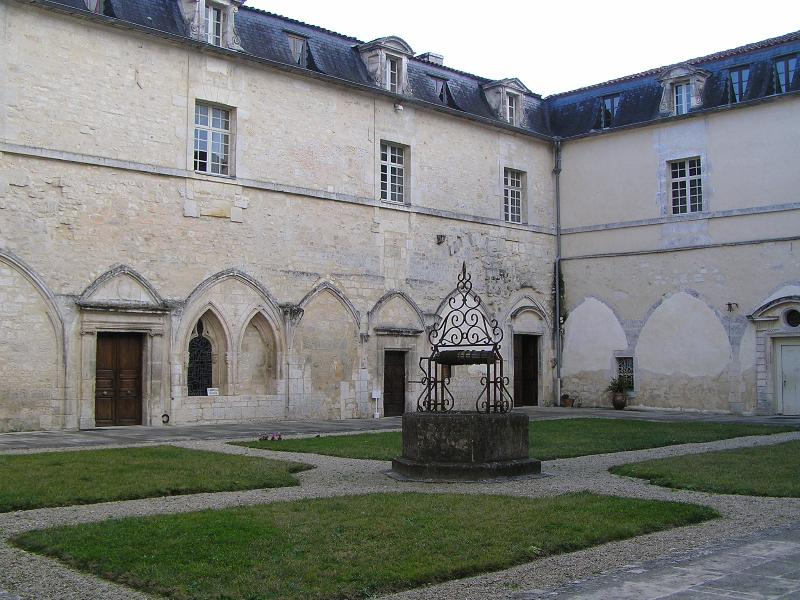
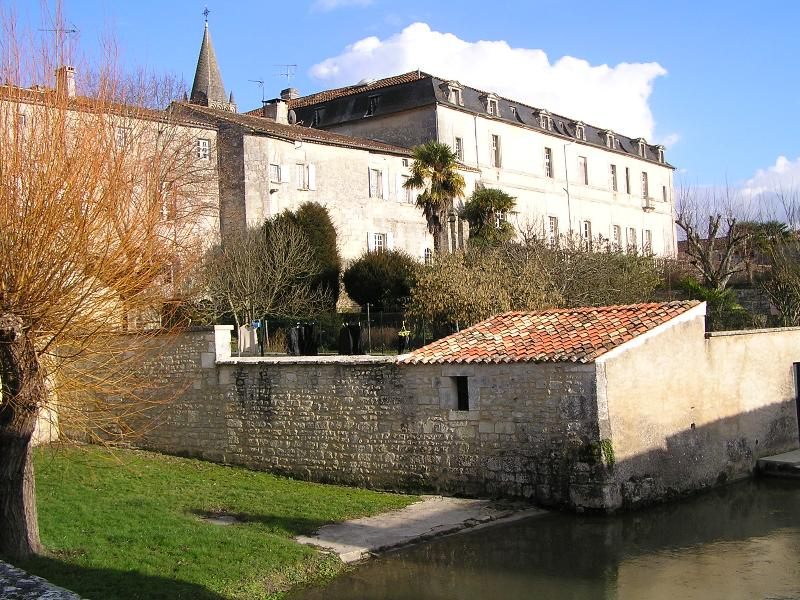

Le clocher possède un rez-de-chaussée  couvert d'une petite coupole très élevée du XIIe siècle ; il présente, au-dessus de la souche, quatre étages en retraite les uns sur les autres, soulignés par un cordon, avec colonnettes aux angles, et est surmonté d'une flèche conique à imbrications, accostée à son départ par quatre pinacles en pyramide triangulaire.
On peut lire sur sa façade romane une inscription de la phrase de Robespierre : « Le peuple français reconnait l'être suprême et l'immortalité de l'âme ».
On trouve, entre autres, une chapelle du XIIIe siècle percée d'une baie et couverte d'une voûte d'ogives avec liernes, suivie d'une autre chapelle du XVe siècle, voûtée seulement sur ogives, ayant une baie à trois meneaux et réseau flamboyant,.
L'abbaye est classée monument historique depuis 1880,.

#### Patrimoine civil
Les fortifications du XIe siècle ne comportaient plus au  XVIe siècle que trois portes : Saint-Benoît, Saint-Nicolas et la porte Barrière et en 1844, il ne restait que les fossés aujourd'hui comblés.
Le manoir des Plantes porte l'inscription : « 20 MAY 1716 » sur la porte du logis et « 1723 » sur le portail. Il a été remanié et la partie centrale du logis a été surélevée.
Un ancien moulin à eau sur la Guirlande a été récemment remis en activité.

#### Patrimoine environnemental
Le GR 4 qui va de Royan à Grasse passe à l'ouest de la commune et franchit le fleuve.

### Personnalités liées à la commune
- Eusèbe Castaigne.
- Louis Plantevigne-Dubosquet, maire de Bassac de 1832 à 1848.
- Cuneo d'Ornano, gendre de Louis Plantevigne-Dubosquet, député du canton de Segonzac, ardent défenseur des viticulteurs du canton de Segonzac.

### Héraldique
| Blason de Bassac | Blason  | Coupé ondé : au 1er d'azur à trois fermaux rangés en fasce et surmontés d'un lambel renversé, le tout d'argent, au 2e losangé de gueules et d'or, à une volute de crosse de sable brochante. |
| Blason de Bassac | Détails | Adopté le 24 novembre 2014. |